# Division 2 1956/57
Die Division 2 1956/57 war die 18. Austragung der zweithöchsten französischen Fußballliga. Zweitligameister wurde Olympique Alès.

## Vereine
Teilnahmeberechtigt waren die 17 Vereine, die nach der vorangegangenen Spielzeit weder in die erste Division aufgestiegen waren noch ihre Lizenz – freiwillig oder gezwungen – aufgegeben hatten; dazu kamen drei Erstligaabsteiger. Profineulinge gab es auch in dieser Saison nicht.
Somit spielten in dieser Saison folgende 20 Mannschaften um die Meisterschaft der Division 2:
- zwei Mannschaften aus dem äußersten Norden (CO Roubaix-Tourcoing, Absteiger OSC Lille),
- vier aus Paris beziehungsweise der Champagne (CA Paris, Stade Français Paris, Red Star Olympique, Absteiger AS Troyes-Savinienne),
- eine aus dem Nordosten (Racing Club Franc-Comtois Besançon),
- vier aus dem Westen (Le Havre AC, FC Rouen, FC Nantes, Absteiger Girondins Bordeaux),
- neun aus dem Süden (FC Grenoble, FC Perpignan, AS Béziers, FC Sète, SO Montpellier, Olympique Alès, AS Aix, SC Toulon, AS Cannes).

Einen direkten Auf- und Abstieg in Abhängigkeit vom sportlich erzielten Ergebnis hatte es vor dem Zweiten Weltkrieg lediglich zwischen erster und zweiter Profi-Division gegeben; danach war über einige Jahre ein Abstieg in die dritthöchste Spielklasse eingeführt worden, der allerdings inzwischen nicht mehr in Kraft war. Außerdem konnte ein Zweitdivisionär dann absteigen, wenn er seine Lizenz abgab oder sie ihm entzogen wurde. Bisherige Amateurmannschaften hingegen konnten auch weiterhin nur dann zur folgenden Saison in die Division 2 aufsteigen, wenn sie vom zuständigen Verband FFF die Genehmigung erhielten, professionellen Status anzunehmen.
Dazu gab es in dieser Saison eine Relegation (Barrages) zwischen dem am schlechtesten platzierten Erstligisten, der nicht direkt abstieg, und dem besten, nicht direkt aufstiegsberechtigten Zweitligisten.

## Saisonverlauf
Jede Mannschaft trug gegen jeden Gruppengegner ein Hin- und ein Rückspiel aus, einmal vor eigenem Publikum und einmal auswärts. Es galt die Zwei-Punkte-Regel; bei Punktgleichheit gab das Torverhältnis den Ausschlag für die Platzierung. In Frankreich wird bei der Angabe des Punktverhältnisses ausschließlich die Zahl der Pluspunkte genannt; hier geschieht dies in der in Deutschland zu Zeiten der 2-Punkte-Regel üblichen Notation.
Mit Alès, Béziers und Erstligaabsteiger Lille hatten sich drei Mannschaften bereits mehrere Wochen vor dem Saisonende von den restlichen Teilnehmern abgesetzt und konkurrierten dann lediglich noch untereinander um die Frage, wer einen der beiden zum direkten Aufstieg in die Division 1 berechtigenden Plätze erringen würde. Dies gelang schließlich den beiden Teams aus dem Languedoc, von denen Béziers damit seine „Erstligapremiere“ erlebte, während Lille – trotz hoher Investitionen in den Mannschaftskader vor Saisonbeginn und seiner sehr effizienten Angriffsreihe mit annähernd 100 Treffern – zum dritten Mal nacheinander in die Relegation gehen musste (siehe unten). Hinter dieser Troika folgten die beiden anderen Absteiger der Vorsaison, Troyes-Savinienne und Bordeaux, die ein sehr breites Tabellenmittelfeld anführten. Bis zum Ende der Hinserie hatte auch Nantes noch zur Spitzengruppe der zweiten Division gezählt, ehe der FCN, unter anderem aufgrund von Verletzungen zweier Stammspieler, den Kontakt abreißen lassen musste und noch bis auf den 13. Rang zurückfiel.
Im unteren Drittel des Klassements fand sich mit Roubaix-Tourcoing ein ehemaliger französischer Meister von 1947, mit CA Paris eine Mannschaft, die dort bereits seit annähernd einem Jahrzehnt „Stammgast“ war, und mit den Audoniens von Red Star Olympique als Schlusslicht eine besonders ambitionierte Elf, die aufgrund ihrer oft „unkonventionellen“ Vorgehensweise – beispielsweise war ihr zwei Jahre zuvor der sportlich erreichte Aufstieg verwehrt worden, weil Vereinsfunktionäre auf dem Weg dorthin Gegner bestochen hatten – allerdings in den 1950er und 1960er Jahren wiederholt in die Schlagzeilen geriet.
In den 380 Begegnungen wurden insgesamt 1.116 Treffer erzielt; das entspricht einem Mittelwert von 2,94 Toren je Spiel, und damit sank den Durchschnitt erstmals in der Ligageschichte unter die Drei-Treffer-Grenze. Die Torjägerkrone gewann Fernand Devlaminck aus Lille mit 27 Toren. Nach Saisonende gab keine der Mannschaften ihren Profistatus auf. Zur folgenden Spielzeit kamen aus der Division 1 die Absteiger FC Nancy, Racing Strasbourg und, nach den Barrages, Stade Rennes UC hinzu. Außerdem erteilte der Fußballverband zwei Neulingen (US Forbach und FC Limoges) erstmals eine Profilizenz, so dass die Meisterschaft der zweiten Division dann mit 22 Teilnehmern ausgespielt werden sollte.

## Abschlusstabelle
| Pl. | Verein                   | Sp. | S  | U  | N  | Tore    | Quote | Punkte |
| --- | ------------------------ | --- | -- | -- | -- | ------- | ----- | ------ |
| 1.  | Olympique Alès           | 38  | 24 | 8  | 6  | 058:360 | 1,61  | 56:20  |
| 2.  | AS Béziers               | 38  | 20 | 13 | 5  | 058:380 | 1,53  | 53:23  |
| 3.  | OSC Lille (A)            | 38  | 21 | 10 | 7  | 099:510 | 1,94  | 52:24  |
| 4.  | AS Troyes-Savinienne (A) | 38  | 17 | 11 | 10 | 071:460 | 1,54  | 45:31  |
| 5.  | Girondins Bordeaux (A)   | 38  | 15 | 13 | 10 | 067:480 | 1,40  | 43:33  |
| 6.  | FC Grenoble              | 38  | 16 | 9  | 13 | 063:490 | 1,29  | 41:35  |
| 7.  | SC Toulon                | 38  | 18 | 5  | 15 | 070:560 | 1,25  | 41:35  |
| 8.  | Le Havre AC              | 38  | 15 | 11 | 12 | 062:550 | 1,13  | 41:35  |
| 9.  | FC Rouen                 | 38  | 16 | 8  | 14 | 064:480 | 1,33  | 40:36  |
| 10. | Stade Français Paris     | 38  | 14 | 11 | 13 | 053:510 | 1,04  | 39:37  |
| 11. | SO Montpellier           | 38  | 16 | 6  | 16 | 056:710 | 0,79  | 38:38  |
| 12. | FC Sète                  | 38  | 14 | 9  | 15 | 047:530 | 0,89  | 37:39  |
| 13. | FC Nantes                | 38  | 13 | 10 | 15 | 056:640 | 0,88  | 36:40  |
| 14. | FC Perpignan             | 38  | 12 | 12 | 14 | 035:440 | 0,80  | 36:40  |
| 15. | CO Roubaix-Tourcoing     | 38  | 14 | 4  | 20 | 049:550 | 0,89  | 32:44  |
| 16. | Racing FC Besançon       | 38  | 13 | 6  | 19 | 046:600 | 0,77  | 32:44  |
| 17. | AS Aix                   | 38  | 11 | 5  | 22 | 040:610 | 0,66  | 27:49  |
| 18. | AS Cannes                | 38  | 7  | 13 | 18 | 039:600 | 0,65  | 27:49  |
| 19. | CA Paris                 | 38  | 6  | 11 | 21 | 041:820 | 0,50  | 23:53  |
| 20. | Red Star Olympique       | 38  | 7  | 7  | 24 | 042:880 | 0,48  | 21:55  |

Platzierungskriterien: 1. Punkte – 2. Torquotient
| (A) | Absteiger aus der Division 1 1955/56 |

## Relegationsrunde
Nach dem Ende der Punktspiele traf der Tabellendritte aus Lille auf den Drittletzten der Division 1, den Stade Rennes UC, um einen weiteren Aufsteiger zu ermitteln. Diese beiden Mannschaften hatten sich auch schon zwei Saisons vorher in der Relegation gegenübergestanden. Nachdem beide Barragisten jeweils ein Spiel mit zwei Treffern Vorsprung gewonnen hatten – Rennes mit 2:0, Lille mit 3:1 –, wurde ein Entscheidungsspiel erforderlich, weil die Begegnungen jeweils auf neutralem Platz ausgetragen wurden, eine Verlängerung der zweiten Partie nicht vorgesehen war und zudem in den 1950er Jahren auch noch keine Auswärtstorregel existierte. In diesem dritten Aufeinandertreffen in Paris behielt Lille dank eines von Yvon Douis verwandelten Strafstoßes kurz vor dem Abpfiff mit 2:1 die Oberhand und kehrte in die erste Division zurück.
|           | Gesamt |                 | Hinspiel | Rückspiel | Playoff |
| --------- | ------ | --------------- | -------- | --------- | ------- |
| OSC Lille | 5:4    | Stade Rennes UC | 0:2      | 3:1       | 2:1     |